# 莫頓 (密西西比州)
莫頓（英語：Morton）是位於美國密西西比州斯科特縣的城市。

## 人口
根據2020年美國人口普查的數據，莫頓的面積為23.11平方千米，當中陸地面積為23.02平方千米，而水域面積為0.09平方千米。當地共有人口3711人，而人口密度為每平方千米161人。